# NGC 256
NGC 256 este un roi deschis situat în Micul Nor al lui Magellan, în constelația Tucanul. A fost descoperit probabil în 11 aprilie 1834 de către William Herschel.